# Salustija Orbijana
Seja Herenija Salustija Barbija Orbijana Augusta (Seia Herennia Sallustia Barbia Orbiana Augusta, 3. stoljeće) bila je rimska plemkinja iz doba Severske dinastije, poznata kao rimska carica, odnosno supruga cara Aleksandra Severa. 
Odrasla je u uglednoj rimskoj obitelji, kao kćer utjecajnog senatora Seja Salustija. Odlikovala se izuzetnom ljepotom, koja je ovjekovječena u nizu statua, od kojih su se neke očuvale do današnjih dana. U kolovozu 225. se u aranžmanu careve majke Julije Mamee udala za mladog Aleksandra te dobila titulu augusta. Mladi car se u nju zaljubio i postao joj neobično privržen, što je izazvalo ljubomoru od strane Julije Mame, koja je u to vrijeme zbog utjecaja na sina bila de facto gospodarica Carstva. Ubrzo je Salustiju počela psihički i fizički zlostavljati, što je eskaliralo dotle da je 227. Salustija pobjegla iz carske palače i potražila zaštitu u očevom domu. Njen otac se potom počeo raspitivati kod časnika Pretorijanske garde ne bi li je zaštitili; to je, pak, protumačeno kao veleizdaja odnosno pokušaj zavjere protiv cara. Sej Salustije je uhićen i pogubljen, a Salustija prisilno rastavljena od cara i protjerana u Afriku. Što se kasnije dogodilo s njom nije poznato.
Od svih prikaza Salustije je najpoznatija Venus felix ("Sretna Venera"), statua koju su joj posvetili njeni oslobođenici Helpidije i Salustija. Ona je kasnije iskopana u blizini rimske crkve Santa Croce in Gerusalemme.